# FireChat
FireChat è stata un'app mobile proprietaria, sviluppata da Open Garden, che utilizzava wireless mesh network per consentire allo smartphone di connettersi ad altri dispositivi senza l'utilizzo di una connessione internet, ma collegandosi peer-to-peer tramite Bluetooth e Wi-Fi.
FireChat è stata utilizzata come strumento di comunicazione durante alcune proteste civili sebbene non sia stato progettato per questo scopo.

## Storia
L'applicazione è stata introdotta inizialmente nel marzo 2014 per iPhone e il 3 aprile successivo è stata rilasciata la versione per dispositivi Android.
Nel luglio 2015, FireChat ha introdotto la messaggistica privata. Fino ad allora, era possibile pubblicare messaggi solo nelle chat room pubbliche.
Nel maggio 2016, FireChat ha introdotto i FireChat Alerts per consentire agli utenti di inviare notifiche push in un determinato momento e luogo. La funzione è rivolta agli operatori umanitari in caso di catastrofe ed è nata da una partnership con Marikina, una città delle Filippine.

## Utilizzo
FireChat è diventato popolare nel 2014 in Iraq in seguito alle restrizioni del governo sull'uso di internet, e successivamente durante le proteste a Hong Kong del 2014. FireChat è stato anche promosso dai manifestanti durante le proteste ecuadoriane del 2015. L'11 settembre 2015, durante la manifestazione pro-indipendenza catalana, FireChat è stato utilizzato 131.000 volte.
Nel gennaio 2016, gli studenti hanno protestato all'Università di Hyderabad, in India, in seguito al suicidio di uno studente di dottorato di nome Rohith Vemula. In quell'occasione alcuni studenti hanno usato Firechat dopo che l'università ha chiuso il suo Wi-Fi.

## Sicurezza
Nel giugno 2014, gli sviluppatori di Firechat hanno dichiarato a Wired che "le persone devono capire che questo non è uno strumento per comunicare qualcosa che li potrebbe mettere in una situazione dannosa se venisse scoperto da qualcuno di ostile ... FireChat non è stato pensato per comunicazioni sicure o private."
A partire da luglio 2015, FireChat afferma di utilizzare la crittografia end-to-end per proteggere i messaggi privati one-to-one.